# Kip Keino Classic
La Kip Keino Classic est un meeting international d'athlétisme qui se déroule une fois par an au Kasarani Stadium de Nairobi, au Kenya. Cette compétition, créée en 2020, est l'une des étapes du World Athletics Continental Tour. Le meeting porte le nom du multiple médaillé olympique Kipchoge Keino.